# Sarcocornia
Sarcocórnia (Sarcocornia) é um gênero botânico da família Amaranthaceae.

## Espécies
- Sarcocornia alpini
- Sarcocornia blackiano
- Sarcocornia fruticoas
- Sarcocornia globosa
- Sarcocornia pacifica
- Sarcocornia perennis
- Sarcocornia pulvinata
- Sarcocornia quinqueflora
- Sarcocornia utahensis